# Sistema esagonale

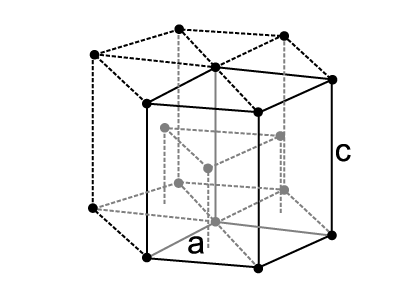
Reticolo esagonale compatto

In cristallografia, il sistema esagonale è uno dei 7 sistemi cristallini, a cui appartiene un singolo reticolo di Bravais: il reticolo esagonale.
Il 7-8% dei minerali cristallizza nel sistema esagonale.

## Classi cristallografiche

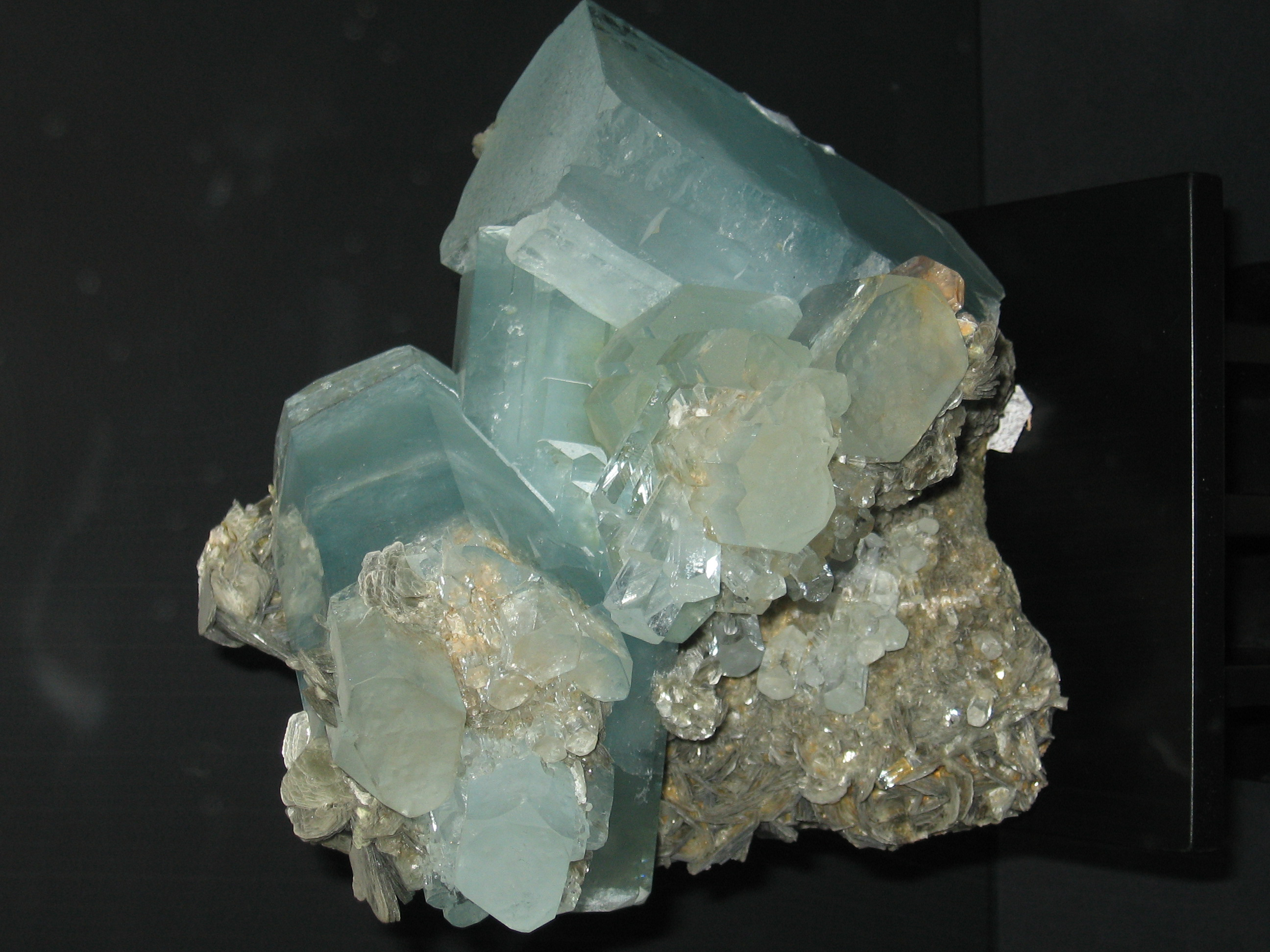
Il berillo, un esempio di minerale appartenente al sistema esagonale

Al sistema esagonale compatto sono associati i seguenti gruppi puntuali (o classi cristallografiche):
| Nome                     | Notazione internazionale                                              | Notazione Schoenflies | Esempio               |
| Bipiramidale diesagonale | {\displaystyle \mathrm {{\frac {6}{m}}{\frac {2}{m}}{\frac {2}{m}}} } | D6h                   | berillo               |
| Piramidale diesagonale   | {\displaystyle \mathrm {6mm} }                                        | C6v                   | greenockite, wurtzite |
| Bipiramidale esagonale   | {\displaystyle \mathrm {\frac {6}{m}} }                               | C6h                   | apatite, vanadinite   |
| Piramidale esagonale     | {\displaystyle \mathrm {6} }                                          | C6                    | nefelina, cancrinite  |
| Trapezoedrica esagonale  | {\displaystyle 622}                                                   | D6                    | kalsilite e quarzo    |
| Bipiramidale ditrigonale | {\displaystyle \mathrm {{\overline {6}}m2} }                          | D3h                   | benitoite             |
| Bipiramidale trigonale   | {\displaystyle {\overline {6}}}                                       | C3h                   | laurelite             |